# Pedro Rodríguez (kierowca)

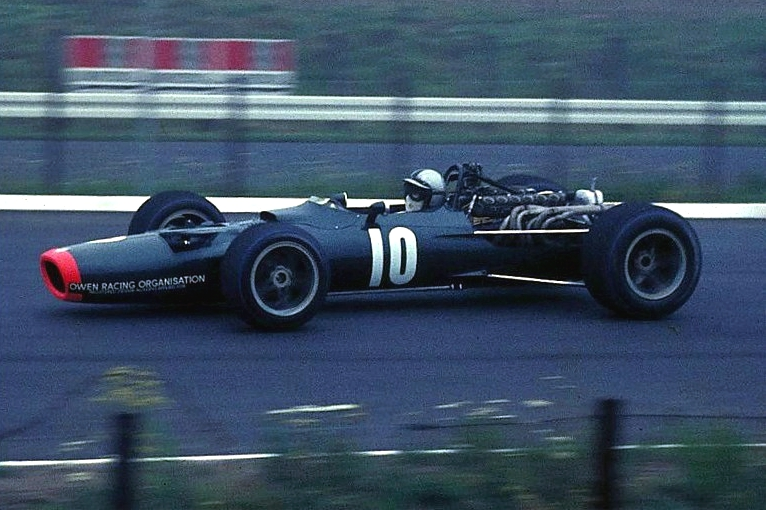
Pedro Rodríguez podczas Grand Prix Niemiec na Nürburgringu w 1968 roku

Pedro Rodríguez de la Vega (ur. 18 stycznia 1940 w mieście Meksyk; zm. 11 lipca 1971 na torze Norisring) – meksykański kierowca wyścigowy.
Starszy brat Ricardo, również startującego w wyścigach samochodowych.
Po tragicznej śmierci brata w 1962 roku Pedro chciał zakończyć karierę, lecz zmienił zdanie. W 1963 roku wystąpił gościnnie w dwóch Grand Prix Formuły 1 w barwach Lotusa, co było początkiem jego kariery w najwyższej klasie wyścigowej. Po kilku średnio udanych sezonach, przełom nastąpił w 1967 roku, podczas Grand Prix Południowej Afryki na torze Kyalami, gdzie odniósł swoje pierwsze zwycięstwo dla zespołu Coopera.
Obok występów w Formule 1, Rodríguez z powodzeniem startował także w serii samochodów sportowych. Był fabrycznym kierowcą Porsche. W 1968 roku wraz z Lucienem Bianchi triumfował w słynnym 24-godzinnym wyścigu w Le Mans za kierownicą Forda GT40 Mk.I. Łącznie odniósł 9 zwycięstw w wyścigach długodystansowych w latach 1968–1971.
Zginął tragicznie w wieku 31 lat podczas wyścigu cyklu Interseries na niemieckim torze ulicznym Norisring w Norymberdze. Prowadząc Ferrari 512M, przy prędkości rzędu 220 km/h zderzył się z dublowanym samochodem Szwajcara Kurta Hilda. Ferrari Meksykanina uderzyło w barierę i stanęło w płomieniach. Rodríguez doznał złamania kręgów szyjnych i licznych poparzeń. Zmarł w kilka minut po wypadku.
Imieniem braci Rodríguez jest nazwany tor wyścigowy na obrzeżach stolicy kraju, na którym zresztą zginął Ricardo. Obaj bracia są pochowani w mieście Meksyk.